# Дача Ривьера (Евпатория)
Дача И. Б. Шишмана «Ривьера» — памятник архитектуры начала XX века в Евпатории в Крыму. 

## История
Она была построена 1910 году в городе Евпатория на улице Набережной (сейчас здание находится по адресу ул. Урицкого, 7/3, «9 (наб. Горького, 8)). Архитектор здания — П. Я. Сеферов. В путеводителе по Евпатории, который был издан С. Б. Кагановичем в 1914 году, дача И. Шишмана «Ривьера» отнесена к числу лучших дач Евпатории. Представители рода Шишманов внесли значительный вклад в развитие города Евпатории.
С самого начала дом использовался для приёма отдыхающих. Дом содержал 20 удобно обставленных комнат, был оборудован водопроводом и электрическим освещением. Во дворе глаза отдыхающих радовал красивый цветник, а впереди возле дома расположен пляж и неглубокое море. Через некоторое время в 1928 году здание стало одним из корпусов санатория «Ударник». Лишь после Великой Отечественной войны было разобрано одно из зданий дачи (слева от главного входа), и на этом месте был разбит парк санатория.

## Архитектура
Дача И. Шишмана «Ривьера» относится к зданиям смешанного типа. Посредине сада находится само здание дачи и зимнее помещение, а по сторонам сада расположен ряд кабинок.

## Статус
Сооружение является памятником архитектуры и впервые было внесено в реестр памятников местного значения решением Крымского облисполкома от 20.02.1990 № 48. В Российской Федерации объект культурного наследия регионального значения.